# Tower Gateway (DLR)
Tower Gateway is een station van de Docklands Light Railway in de Londense wijk Tower Hill. Het station werd in 1987 in gebruik genomen.
Het station is vlak bij Tower Hill station waar reizigers kunnen overstappen op de Circle en District Line. Reizigers dienen voor deze overstap wel het station te verlaten en de wandeling van ongeveer 150 m te maken via de straat.
Het oorspronkelijk station werd in 1987 in gebruik genomen. Dit station telde 2 sporen met aan elke zijde een perron. In 2008 werd het station grondig gerenoveerd en sinds de renovatie is er slechts één spoor met aan beide zijden een perron. Het ene perron wordt gebruikt voor uitstappende reizigers en het andere voor instappende reizigers. Tegelijk werd ook de lengte van de perrons aangepast zodat ook de langere trein bestaande uit drie gekoppelde treinstellen op dit deel van de lijn konden rijden. 

## Toekomst
Een paper over de toekomst van het openbaar vervoer in Londen door het kabinet van de Londense burgemeester stelt voor om het huidig station te sluiten. Het station zou vervangen worden door ondergrondse perrons die direct aansluiten op het metrostation Tower Hill. De reden hiervoor is dat 90 procent van alle reizigers de DLR naar Bank nemen maar slechts 75 procent van de treinen deze lijn bedienen. Door een nieuw station dat aansluit in Tower Hill op het gewone metronet maakt dat het station Bank zou kunnen ontlast worden qua reizigers en tegelijkertijd meer treinen de "Bank Branch" kunnen bedienen. Er zijn echter tot op heden hier nog geen concrete plannen voor. 